# Mathilda Hjelm
Mathilda Hjelm, född 12 november 1995 i Falkenberg, är en svensk politiker (moderat). Hon är kommunalråd i Helsingborgs kommun sedan 25 oktober 2022. Hon var riksordförande för Moderat skolungdom mellan mars 2014 och mars 2016 och därmed även ledamot av Moderata ungdomsförbundets förbundsstyrelse. Hon har tidigare varit bland annat ledamot av Falkenbergs kommuns kommunfullmäktige.